# Leo Kokubo
Leo Brian Kokubo (小久保 玲央 ブライアン?, Kokubo Reo Buraian; Chiba, 23 gennaio 2001) è un calciatore giapponese, portiere del Sint-Truiden.

## Biografia
È nato in Giappone da padre nigeriano e madre giapponese.

## Carriera

### Club

#### Benfica B e Sint-Truiden
Kokubo ha iniziato a giocare a calcio settore giovanile del Kashiwa Reysol e nel gennaio del 2019 si è trasferito in Portogallo al Benfica, che lo ha assegnato alla formazione Under-19. Ha debuttato con la squadra B il 10 gennaio 2022 nell'incontro di Segunda Liga perso 2-1 contro il Porto B.
L'11 luglio 2024 è stato ceduto a titolo definitivo al Sint-Truiden.

### Nazionale
Ha giocato nelle nazionali giovanili giapponesi Under-16, Under-18, Under-19 ed Under-23.
Nel 2024 è stato convocato dalla nazionale olimpica giapponese per partecipare ai Giochi della XXXIII Olimpiade venendo utilizzato dal CT Gō Ōiwa come portiere titolare. Con il Giappone conclude la fase a gironi a punteggio pieno e con zero reti subite, per merito anche delle sue eccellenti prestazioni, soprattutto contro il Mali e Israele, dove è stato autore di alcune buone parate. Tuttavia nella sfida successiva contro la Spagna non riesce ad ottenere il suo quarto clean sheet di seguito, poiché il Giappone viene sconfitto per 3-0 venendo eliminato dalla manifestazione ai quarti di finale.

## Statistiche

### Presenze e reti nei club
Statistiche aggiornate al 30 marzo 2025.
| Stagione         | Squadra          | Campionato       | Campionato | Campionato | Coppe nazionali | Coppe nazionali | Coppe nazionali | Coppe continentali | Coppe continentali | Coppe continentali | Altre coppe | Altre coppe | Altre coppe | Totale | Totale | Totale |
| Stagione         | Squadra          | Comp             | Pres       | Reti       | Comp            | Pres            | Reti            | Comp               | Pres               | Reti               | Comp        | Pres        | Reti        | Pres   | Reti   |        |
| ---------------- | ---------------- | ---------------- | ---------- | ---------- | --------------- | --------------- | --------------- | ------------------ | ------------------ | ------------------ | ----------- | ----------- | ----------- | ------ | ------ | ------ |
| 2021-2022        | Benfica B        | LdH              | 9          | -16        | -               | -               | -               | -                  | -                  | -                  | -           | -           | -           | 9      | -16    |        |
| 2022-2023        | Benfica B        | LdH              | 0          | 0          | -               | -               | -               | -                  | -                  | -                  | -           | -           | -           | 0      | 0      |        |
| 2023-2024        | Benfica B        | LdH              | 16         | -19        | -               | -               | -               | -                  | -                  | -                  | -           | -           | -           | 16     | -19    |        |
| Totale Benfica B | Totale Benfica B | Totale Benfica B | 25         | -35        |                 | -               | -               |                    | -                  | -                  |             | -           | -           | 25     | -35    |        |
| 2024-2025        | Sint-Truiden     | D1               | 28         | -45        | CB              | 0               | 0               | -                  | -                  | -                  | -           | -           | -           | 28     | -45    |        |
| Totale carriera  | Totale carriera  | Totale carriera  | 53         | -80        |                 | 0               | 0               |                    | -                  | -                  |             | -           | -           | 53     | -80    |        |

### Cronologia presenze e reti in nazionale
| Cronologia completa delle presenze e delle reti in nazionale ― Giappone olimpica | Cronologia completa delle presenze e delle reti in nazionale ― Giappone olimpica | Cronologia completa delle presenze e delle reti in nazionale ― Giappone olimpica | Cronologia completa delle presenze e delle reti in nazionale ― Giappone olimpica | Cronologia completa delle presenze e delle reti in nazionale ― Giappone olimpica | Cronologia completa delle presenze e delle reti in nazionale ― Giappone olimpica | Cronologia completa delle presenze e delle reti in nazionale ― Giappone olimpica | Cronologia completa delle presenze e delle reti in nazionale ― Giappone olimpica |
| Data                                                                             | Città                                                                            | In casa                                                                          | Risultato                                                                        | Ospiti                                                                           | Competizione                                                                     | Reti                                                                             | Note                                                                             |
| -------------------------------------------------------------------------------- | -------------------------------------------------------------------------------- | -------------------------------------------------------------------------------- | -------------------------------------------------------------------------------- | -------------------------------------------------------------------------------- | -------------------------------------------------------------------------------- | -------------------------------------------------------------------------------- | -------------------------------------------------------------------------------- |
| 24-7-2024                                                                        | Bordeaux                                                                         | Giappone olimpica                                                                | 5 – 0                                                                            | Paraguay olimpica                                                                | Olimpiadi 2024 - 1º turno                                                        | -                                                                                |                                                                                  |
| 27-7-2024                                                                        | Bordeaux                                                                         | Giappone olimpica                                                                | 1 – 0                                                                            | Mali olimpica                                                                    | Olimpiadi 2024 - 1º turno                                                        | -                                                                                |                                                                                  |
| 30-7-2024                                                                        | Nantes                                                                           | Israele olimpica                                                                 | 0 – 1                                                                            | Giappone olimpica                                                                | Olimpiadi 2024 - 1º turno                                                        | -                                                                                |                                                                                  |
| 2-8-2024                                                                         | Lione                                                                            | Giappone olimpica                                                                | 0 – 3                                                                            | Spagna olimpica                                                                  | Olimpiadi 2024 - Quarti di finale                                                | -3                                                                               |                                                                                  |
| Totale                                                                           |                                                                                  | Presenze                                                                         | 4                                                                                |                                                                                  | Reti                                                                             | -3                                                                               |                                                                                  |

| Cronologia completa delle presenze e delle reti in nazionale ― Giappone under 23 | Cronologia completa delle presenze e delle reti in nazionale ― Giappone under 23 | Cronologia completa delle presenze e delle reti in nazionale ― Giappone under 23 | Cronologia completa delle presenze e delle reti in nazionale ― Giappone under 23 | Cronologia completa delle presenze e delle reti in nazionale ― Giappone under 23 | Cronologia completa delle presenze e delle reti in nazionale ― Giappone under 23 | Cronologia completa delle presenze e delle reti in nazionale ― Giappone under 23 | Cronologia completa delle presenze e delle reti in nazionale ― Giappone under 23 |
| Data                                                                             | Città                                                                            | In casa                                                                          | Risultato                                                                        | Ospiti                                                                           | Competizione                                                                     | Reti                                                                             | Note                                                                             |
| -------------------------------------------------------------------------------- | -------------------------------------------------------------------------------- | -------------------------------------------------------------------------------- | -------------------------------------------------------------------------------- | -------------------------------------------------------------------------------- | -------------------------------------------------------------------------------- | -------------------------------------------------------------------------------- | -------------------------------------------------------------------------------- |
| 26-3-2022                                                                        | Dubai                                                                            | Qatar under 23                                                                   | 0 – 2                                                                            | Giappone under 23                                                                | Amichevole                                                                       | -                                                                                |                                                                                  |
| 9-6-2022                                                                         | Tashkent                                                                         | Giappone under 23                                                                | 3 – 0                                                                            | Tagikistan under 23                                                              | Coppa d'Asia AFC Under-23 2022                                                   | -                                                                                |                                                                                  |
| 22-9-2022                                                                        | Marbella                                                                         | Svizzera under 23                                                                | 2 – 1                                                                            | Giappone under 23                                                                | Amichevole                                                                       | -2                                                                               |                                                                                  |
| 27-3-2023                                                                        | Murcia                                                                           | Belgio under 23                                                                  | 3 – 2                                                                            | Giappone under 23                                                                | Amichevole                                                                       | -3                                                                               |                                                                                  |
| 10-6-2023                                                                        | Newport                                                                          | Inghilterra under 23                                                             | 0 – 2                                                                            | Giappone under 23                                                                | Amichevole                                                                       | -                                                                                |                                                                                  |
| 25-3-2024                                                                        | Kitakyūshū                                                                       | Giappone under 23                                                                | 2 – 0                                                                            | Ucraina under 23                                                                 | Amichevole                                                                       | -                                                                                |                                                                                  |
| 16-4-2024                                                                        | Al Rayyan                                                                        | Giappone under 23                                                                | 1 – 0                                                                            | Cina under 23                                                                    | Coppa d'Asia AFC Under-23 2024                                                   | -                                                                                |                                                                                  |
| 19-4-2024                                                                        | Al Rayyan                                                                        | Emirati Arabi Uniti under 23                                                     | 0 – 2                                                                            | Giappone under 23                                                                | Coppa d'Asia AFC Under-23 2024                                                   | -                                                                                |                                                                                  |
| 25-4-2024                                                                        | Al Rayyan                                                                        | Qatar under 23                                                                   | 2 – 4 dts                                                                        | Giappone under 23                                                                | Coppa d'Asia AFC Under-23 2024                                                   | -2                                                                               |                                                                                  |
| 29-4-2024                                                                        | Al Rayyan                                                                        | Giappone under 23                                                                | 2 – 0                                                                            | Iraq under 23                                                                    | Coppa d'Asia AFC Under-23 2024                                                   | -                                                                                |                                                                                  |
| 3-5-2024                                                                         | Al Rayyan                                                                        | Giappone under 23                                                                | 1 – 0                                                                            | Uzbekistan under 23                                                              | Coppa d'Asia AFC Under-23 2024                                                   | -                                                                                |                                                                                  |
| 11-6-2024                                                                        | Kansas City                                                                      | Stati Uniti under 23                                                             | 0 – 2                                                                            | Giappone under 23                                                                | Amichevole                                                                       | -                                                                                |                                                                                  |
| 17-7-2024                                                                        | Tolone                                                                           | Francia under 23                                                                 | 1 – 1                                                                            | Giappone under 23                                                                | Amichevole                                                                       | -1                                                                               |                                                                                  |
| Totale                                                                           |                                                                                  | Presenze                                                                         | 13                                                                               |                                                                                  | Reti                                                                             | -8                                                                               |                                                                                  |

## Palmarès
- Coppa d'Asia Under-23: 1

2024